# Dave Mooney
David Mooney, detto Dave (Dublino, 30 ottobre 1984), è un ex calciatore irlandese, di ruolo attaccante.

## Carriera
È stato capocannoniere del campionato irlandese nel 2007 e nel 2008.

## Palmarès

### Club

#### Competizioni nazionali
- Coppa d'Irlanda: 1

Cork City: 2007

#### Competizioni internazionali
- Setanta Sports Cup: 1

Cork City: 2008

### Individuale
- Capocannoniere del Football League Trophy: 1

2012-2013 (4 reti)
- Capocannoniere del campionato irlandese: 2

2007 (19 gol), 2008 (19 gol)